# Alice Babs
Alice Babs, pseudonimo di Hildur Alice Nilson (Västervik, 26 gennaio 1924 – Stoccolma, 11 febbraio 2014), è stata una cantante e attrice svedese.
Divenne famosa nel 1940 per la partecipazione al film Swing it magistern. Nel corso della sua carriera cinematografica, durata dal 1938 al 1959, era presente nel cast di quattordici lungometraggi e due cortometraggi; inoltre, nel 2008 e nel 2013 apparve in due documentari a lei dedicati.
Nel 1943 si sposò con Nils Ivar Sjöblom (1919–2011), da cui ebbe tre figli: Lilleba, Lars-Ivar e Titti; quest'ultima seguì le sue orme e svolge tuttora la professione di interprete musicale.
Nel 1958 rappresentò il suo paese all'Eurovision Song Contest 1958 dove si piazzò al 4º posto con la canzone Lilla stjärna. Nel 1963 incise per la Fontana Records una sua personale versione della canzone popolare After You've Gone, che arrivò al 43º posto nella classifica dei singoli più venduti in Inghilterra.
Negli ultimi anni della sua vita fu attiva nella Chiesa Evangelica Luterana Svedese. Morì novantenne a causa di complicazioni dovute alla malattia di Alzheimer.